# Rosina Anselmi
Rosina Anselmi (26 de julio de 1876 - 23 de mayo de 1965) fue una actriz teatral, cinematográfica y televisiva italiana, destacada intérprete de obras teatrales en dialecto siciliano.

## Biografía
Nacida en Caltagirone, Italia, en el seno de una familia de actors teatrales, Anselmi empezó a actuar junto a su padre, Alessandro, y después junto a Nino Martoglio en algunas comedias escritas por él. Después formó parte de la compañía de Mimi Aguglia, otra importante actriz de repertorio siciliano, con la cual viajó en gira por Norteamérica.
Anselmi  volvió a Sicilia en 1910, y en 1914 trabajó como primera actriz, a pesar de su condición de gran actriz de carácter, junto a Angelo Musco, intérprete junto al cual actuaría durante cerca de treinta años, hasta la muerte de Musco. Después, y hasta su muerte, Anselmi continuó su carrera teatral con Michele Abbruzzo, utilizando un repertorio idéntico al de Musco.
Ella fue cofundadora del Teatro Stabile de Catania.
Debutó en el cine sonoro bajo la dirección de Amleto Palermi en la película L'eredità dello zio buonanima (1934). También trabajó en la radio para el Ente Italiano per le Audizioni Radiofoniche y para la RAI, haciendo además algunas comedias y programas de variedad para la televisión.
Rosina Anselmi falleció en Catania, Italia, en 1965. Había estado casada con el actor Lindoro Colombo.

## Selección de su filmografía
- San Giovanni decollato, de Telemaco Ruggeri (1917).
- L'eredità dello zio buonanima, de Amleto Palermi (1934).
- Paraninfo, de Amleto Palermi (1934).
- Milizia territoriale, de Mario Bonnard (1935).
- Aldebaran, de Alessandro Blasetti (1935).
- Lohengrin, de Nunzio Malasomma (1935).
- L'aria del continente, de Gennaro Righelli (1935).
- Re di denari, de Enrico Guazzoni (1936).
- Gatta ci cova, de Gennaro Righelli (1937).
- Lasciate ogni speranza, de Gennaro Righelli (1937).
- Il feroce Saladino, de Mario Bonnard (1937).
- L'ha fatto una signora, de Mario Mattoli (1938).
- Il marchese di Ruvolito, de Raffaello Matarazzo (1939).
- La donna è mobile, de Mario Mattoli (1942).

## Televisión
- Lu cavalieri Pidagna, con Turi Ferro, Serena Michelotti y Turi Pandolfini, dirección de Umberto Benedetto (1959).
- Il marchese di Ruvolito, con Umberto Spadaro, Maria Tolu, y Turi Ferro, dirección de Umberto Benedetto (1961).